# 沈功枚
沈功枚（？—？），浙江湖州府歸安縣人，清朝政治人物。
沈功枚曾于1838年接替张同绶任福建永安县知县一职，1838年由龚文灏接任。